# Morti il 22 settembre
| Questa pagina contiene informazioni ricavate automaticamente dalle voci biografiche con l'ausilio del template Bio e di un bot. L'aggiornamento è periodico e automatico e ricostruisce completamente la pagina. Se manca una persona in questa lista, sei pregato di non aggiungerla, ma accertati piuttosto che la sua voce biografica contenga il template Bio e che i dati anagrafici siano correttamente compilati. Se il template Bio manca, inseriscilo tu stesso o, in alternativa, metti l'avviso {{tmp\|Bio}} che ne segnala la mancanza. Se i dati riportati sono sbagliati, correggi direttamente la voce biografica; le modifiche saranno visibili in questa lista entro pochi giorni. Per chiarimenti vedi il progetto biografie. La lista contiene solo le 481 persone che sono citate nell'enciclopedia e per le quali è stato implementato correttamente il template Bio. Pagina aggiornata al 9 ago 2025. |

## VI secolo(1)
- 530 - Papa Felice IV, papa, vescovo e santo italiano

## IX secolo(1)
- 852 - Abd al-Rahman II ibn al-Hakam, emiro (n. 792)

## X secolo(1)
- 967 - Wichmann II il Giovane, nobile tedesco

## XI secolo(3)
- 1072 - Ouyang Xiu, poeta, scrittore e storico cinese (n. 1007)
- 1093 - Olaf III di Norvegia, re norvegese
- 1095 - Arcimbaldo IV di Borbone, nobile francese (n. 1030)

## XII secolo(2)
- 1158 - Ottone di Frisinga, vescovo cattolico e storico tedesco
- 1174 - Uhtred di Galloway, nobile scozzese

## XIII secolo(3)
- 1236 - Volkwin, tedesco
- 1261 - Piacenza di Antiochia, nobile francese
- 1277 - Tommaso Agni, patriarca cattolico italiano

## XIV secolo(5)
- 1306 - Giovanni di Parigi, filosofo e teologo francese
- 1318 - Alberto II di Brunswick-Lüneburg, nobile
- 1345 - Enrico Plantageneto, III conte di Lancaster, nobile britannico
- 1369 - Guido Gonzaga, condottiero italiano (n. 1290)
- 1399 - Thomas de Mowbray, I duca di Norfolk, nobile inglese

## XV secolo(6)
- 1408 - Giovanni VII Paleologo, imperatore bizantino (n. 1370)
- 1417 - Anna di Forez, nobile francese (n. 1358)
- 1450 - Caterina di Sassonia-Lauenburg, principessa tedesca (n. 1400)
- 1457 - Pietro II di Bretagna, nobile francese (n. 1418)
- 1460 - Jean Chevrot, vescovo cattolico, politico e mecenate francese
- 1482 - Filiberto I di Savoia, duca (n. 1465)

## XVI secolo(12)
- 1511 - Pietro Isvalies, cardinale e arcivescovo cattolico italiano
- 1520 - Selim I, sultano ottomano (n. 1470)
- 1531 - Luisa di Savoia, nobile (n. 1476)
- 1539 - Guru Nanak Dev, mistico indiano (n. 1469)
- 1551 - Francesco III d'Orléans-Longueville, conte francese (n. 1535)
- 1554 - Francisco Vázquez de Coronado, esploratore spagnolo
- 1557 - Niccolò Liburnio, religioso e letterato italiano
- 1563 - Teodosio I di Braganza, nobile portoghese (n. 1510)
- 1566 - Johannes Agricola, umanista e teologo tedesco (n. 1494)
- 1576 - Walter Devereux, I conte di Essex, nobile e generale inglese (n. 1541)
- 1578 - Venceslao d'Asburgo, austriaco (n. 1561)
- 1591 - Juan de Lanuza y Perellós, politico, giurista e nobile spagnolo

## XVII secolo(16)
- 1604 - Dorothy Stafford, nobile inglese (n. 1526)
- 1607 - Alessandro Allori, pittore italiano (n. 1535)
- 1611 - Pedro de Ribadeneira, gesuita spagnolo (n. 1527)
- 1618 - Anne Spencer, baronessa Monteagle, nobildonna inglese (n. 1555)
- 1623 - Raffaele Fagnani, giurista e letterato italiano (n. 1552)
- 1626 - Aodh Mac Aingil, poeta e teologo irlandese (n. 1571)
- 1631 - Clemente da Noto, religioso e presbitero italiano (n. 1558)
- 1635 - Franchoys Elout, pittore olandese (n. 1589)
- 1637 - Carlo I di Gonzaga-Nevers, nobile (n. 1580)
- 1646 - Jean-François Niceron, scienziato francese (n. 1613)
- 1649 - Alessandra Bocchineri, nobildonna italiana (n. 1600)
- 1656 - Cristiano II di Anhalt-Bernburg, letterato tedesco (n. 1599)
- 1682 - Jean-Boniface Festaz, filantropo e politico italiano (n. 1623)
- 1685 - Ignazio Albertini, compositore italiano (n. 1644)
- 1688 - François Bernier, filosofo, medico e viaggiatore francese (n. 1620)
- 1692 - Frans van Bossuit, scultore fiammingo (n. 1635)

## XVIII secolo(32)
- 1703 - Vincenzo Viviani, matematico, astronomo e ingegnere italiano (n. 1622)
- 1706 - Abdullah Mu'adzam Shah di Kedah, sovrano malese
- 1709 - Ivan Mazeppa, militare ucraino (n. 1639)
- 1710 - Jacques-René Brisay de Denonville, militare e funzionario francese (n. 1637)
- 1719 - Giovan Battista Papi, fantino italiano (n. 1687)
- 1719 - Maddalena Sibilla di Holstein-Gottorp, nobile tedesca (n. 1631)
- 1729 - Daniele III Giovanni Dolfin, politico, ambasciatore e nobile italiano (n. 1654)
- 1732 - Herman Moll, cartografo, incisore e editore britannico (n. 1654)
- 1732 - Marco Antonio Raimondi, vescovo cattolico italiano (n. 1671)
- 1737 - Francesco Mancini, compositore e organista italiano (n. 1672)
- 1737 - Michel Pignolet de Montéclair, violinista e compositore francese (n. 1667)
- 1742 - Frederic Louis Norden, ufficiale e esploratore danese (n. 1708)
- 1754 - Rudolf Franz Erwein von Schönborn, nobile, diplomatico e politico tedesco (n. 1677)
- 1756 - Abu l-Hasan 'Ali I, tunisino (n. 1688)
- 1756 - John Hobart, I conte di Buckinghamshire, nobile inglese (n. 1693)
- 1768 - Inocențiu Micu-Klein, vescovo cattolico rumeno (n. 1692)
- 1769 - Antonio Genovesi, scrittore, filosofo e economista italiano (n. 1713)
- 1770 - Ignazio da Santhià, presbitero italiano (n. 1686)
- 1773 - Šćepan Mali, politico montenegrino
- 1774 - Carlo Ludovico di Schleswig-Holstein-Sonderburg-Beck, ufficiale tedesco (n. 1690)
- 1774 - Papa Clemente XIV, papa, vescovo cattolico e cardinale italiano (n. 1705)
- 1774 - Filippo Farsetti, mecenate italiano (n. 1703)
- 1776 - Nathan Hale, militare statunitense (n. 1755)
- 1776 - Giuseppe Peroni, religioso e pittore italiano (n. 1710)
- 1780 - Giovanni Costanzo Caracciolo, cardinale italiano (n. 1715)
- 1782 - Francesco Grisi, soprano italiano (n. 1709)
- 1782 - Gabriele Verri, nobile, politico e giurista italiano (n. 1695)
- 1795 - Sayat-Nova, poeta armeno (n. 1712)
- 1796 - Joseph Lederer, compositore tedesco (n. 1733)
- 1797 - Christiane Becker, attrice teatrale tedesca (n. 1778)
- 1799 - Gesualdo Francesco Ferri, pittore italiano (n. 1728)
- 1800 - Dominique de La Rochefoucauld, cardinale, arcivescovo cattolico e abate francese (n. 1712)

## XIX secolo(59)
- 1801 - Leonardo de Vegni, architetto italiano (n. 1731)
- 1803 - Angelo Fabroni, storico e religioso italiano (n. 1732)
- 1804 - Antonio Cresi, vescovo cattolico italiano (n. 1733)
- 1808 - Maria Elisabetta d'Asburgo-Lorena, badessa (n. 1743)
- 1811 - Ferdinand Tige, militare e politico ungherese (n. 1722)
- 1812 - James Clinton, generale statunitense (n. 1736)
- 1812 - Francesco Zambeccari, pioniere dell'aviazione italiano (n. 1752)
- 1813 - Rose Bertin, stilista francese (n. 1747)
- 1816 - Matteo Babini, tenore italiano (n. 1754)
- 1817 - Louis Genty, abate francese (n. 1743)
- 1822 - Johann Ludwig Alexander von Laudon, generale russo (n. 1767)
- 1826 - Johann Peter Hebel, scrittore e poeta tedesco (n. 1760)
- 1828 - Shaka, sovrano
- 1833 - Giovanni Battista Cagnol de la Chambre, generale italiano (n. 1756)
- 1836 - Vito Nunziante, generale, politico e imprenditore italiano (n. 1775)
- 1839 - Paolo Chong Hasang, religioso coreano (n. 1794)
- 1840 - Augusta Sofia di Hannover, nobile inglese (n. 1768)
- 1840 - Krikor Bedros VI Jeranian
- 1840 - Anne Lister, scrittrice inglese (n. 1791)
- 1840 - Louisa Tollemache, VII contessa di Dysart, nobildonna scozzese (n. 1745)
- 1846 - Gerolamo Cravosio, avvocato italiano
- 1848 - James Dunlop, astronomo britannico (n. 1793)
- 1851 - Aleksej Egorovič Egorov, pittore e disegnatore russo (n. 1776)
- 1852 - William Tierney Clark, ingegnere britannico (n. 1783)
- 1854 - José Joaquín Prieto, generale e politico cileno (n. 1786)
- 1856 - Sarah Bowdich Lee, illustratrice, zoologa e botanica inglese (n. 1791)
- 1857 - Daniele Manin, patriota e politico italiano (n. 1804)
- 1859 - Muhammad II ibn al-Husayn, tunisino (n. 1811)
- 1861 - Giuseppe Bardari, magistrato e scrittore italiano (n. 1817)
- 1861 - Rose Chéri, attrice teatrale francese (n. 1824)
- 1864 - Thomas Francis Marshall, politico e avvocato statunitense (n. 1801)
- 1865 - Christian Heinrich Pander, medico tedesco (n. 1794)
- 1866 - Heinrich Philipp August Damerow, psichiatra tedesco (n. 1798)
- 1870 - Louis Rémy Mignot, pittore statunitense (n. 1831)
- 1872 - Alfonso Porro Schiaffinati, letterato e patriota italiano (n. 1798)
- 1873 - Johann Friedrich August Breithaupt, mineralogista tedesco (n. 1791)
- 1873 - Friedrich Frey-Herosé, politico e ufficiale svizzero (n. 1801)
- 1876 - Faustino Joli, pittore italiano (n. 1814)
- 1881 - Lorenzo Cobianchi, imprenditore e politico italiano (n. 1805)
- 1881 - Vincent Eyre, ufficiale britannico (n. 1811)
- 1881 - Zainal Rashid Mu'adzam Shah II di Kedah, sultano malese (n. 1857)
- 1882 - Katarina Ivanović, pittrice serba (n. 1811)
- 1882 - Carmelo Valenti, vescovo cattolico italiano (n. 1798)
- 1883 - Adolph von Brenner-Felsach, diplomatico e nobile austriaco (n. 1814)
- 1883 - Salvatore Calvino, patriota, militare e politico italiano (n. 1820)
- 1886 - Nicola Alianelli, magistrato, politico e giurista italiano (n. 1809)
- 1886 - Dabulamanzi kaMpande, condottiero zulu (n. 1839)
- 1887 - Thomas Wilkinson, militare britannico (n. 1831)
- 1892 - George Sutherland-Leveson-Gower, III duca di Sutherland, politico inglese (n. 1828)
- 1892 - Francesco Sangalli, compositore italiano (n. 1820)
- 1893 - Giuseppe Alasia, politico e prefetto italiano (n. 1820)
- 1895 - Martin Hertz, filologo classico tedesco (n. 1818)
- 1896 - Katharina Klafsky, soprano ungherese (n. 1855)
- 1897 - Charles Denis Bourbaki, generale francese (n. 1816)
- 1897 - Antônio Conselheiro, religioso brasiliano (n. 1830)
- 1897 - Federico Guglielmo di Meclemburgo-Schwerin, principe (n. 1871)
- 1898 - Hipólito Vera y Talonia, vescovo cattolico, scrittore e storico messicano (n. 1834)
- 1899 - Benedetto Civiletti, scultore italiano (n. 1845)
- 1900 - Albrecht Krafft von Dellmensingen, alpinista, avvocato e geologo tedesco (n. 1871)

## XX secolo(226)
- 1902 - Alexis Damour, mineralogista, archeologo e geologo francese (n. 1808)
- 1902 - Johann Niederwieser, alpinista austriaca (n. 1853)
- 1905 - Charles Triplett O'Ferrall, politico statunitense (n. 1840)
- 1906 - Oscar Levertin, scrittore svedese (n. 1862)
- 1906 - Julius Stockhausen, baritono e insegnante tedesco (n. 1826)
- 1907 - Wilbur Olin Atwater, chimico e nutrizionista statunitense (n. 1844)
- 1907 - Maurice Auguste Régimbart, entomologo francese (n. 1852)
- 1908 - Robert Kingscote, ufficiale e politico inglese (n. 1830)
- 1909 - Adrien Joseph Prax-Paris, politico francese (n. 1829)
- 1911 - Victor Cadet, nuotatore e pallanuotista francese (n. 1878)
- 1912 - Louis Napoléon Murat, cavaliere francese (n. 1851)
- 1912 - Orazio Orazi, pittore e presbitero italiano (n. 1848)
- 1913 - Emmeline Lewis Lloyd, alpinista britannica (n. 1827)
- 1914 - Alain-Fournier, scrittore francese (n. 1886)
- 1914 - Guido Fusinato, politico italiano (n. 1860)
- 1914 - Valerio Laspro, arcivescovo cattolico italiano (n. 1827)
- 1914 - Eugène Petel, calciatore francese (n. 1888)
- 1916 - Auguste Donny, velista francese (n. 1851)
- 1918 - Paolo Spingardi, generale, politico e dirigente sportivo italiano (n. 1845)
- 1919 - Giuseppe Rumore, sindacalista italiano (n. 1894)
- 1920 - Herbert James Draper, pittore inglese (n. 1863)
- 1921 - Auguste-René-Marie Dubourg, cardinale e arcivescovo cattolico francese (n. 1842)
- 1921 - Ivan Vazov, poeta e romanziere bulgaro (n. 1850)
- 1922 - Gerardo Marchioro, architetto italiano (n. 1850)
- 1922 - Charles Santley, baritono inglese (n. 1834)
- 1922 - George Robert Sims, giornalista, poeta e commediografo inglese (n. 1847)
- 1924 - Hermann Kövess, generale austro-ungarico (n. 1854)
- 1924 - David McGowan, arciere statunitense (n. 1838)
- 1926 - Carlo Pascal, latinista italiano (n. 1866)
- 1926 - Gerolamo Sommi Picenardi, politico italiano (n. 1869)
- 1927 - Giannotto Bastianelli, musicologo e critico musicale italiano (n. 1883)
- 1927 - George Francis Hamilton, nobile, militare e politico britannico (n. 1845)
- 1927 - Édouard Kirmisson, chirurgo francese (n. 1848)
- 1928 - Horace Darwin, ingegnere inglese (n. 1851)
- 1930 - Henry Phipps Jr., imprenditore statunitense (n. 1839)
- 1930 - Tan Yankai, politico e militare cinese (n. 1880)
- 1931 - Friedrich Blochmann, zoologo e microbiologo tedesco (n. 1858)
- 1932 - Outram Bangs, zoologo statunitense (n. 1863)
- 1933 - Chen Jiongming, giurista, militare e rivoluzionario cinese (n. 1878)
- 1933 - Eugenio Cisterna, pittore italiano (n. 1862)
- 1934 - Cecil Chubb, avvocato britannico (n. 1876)
- 1934 - Einar Naumann, limnologo svedese (n. 1891)
- 1934 - Gianpietro Talamini, giornalista italiano (n. 1845)
- 1936 - Packey McFarland, pugile statunitense (n. 1888)
- 1936 - Roberto Segre, generale e storico italiano (n. 1872)
- 1937 - Ruth Roland, attrice statunitense (n. 1892)
- 1938 - Giuseppe Borghese, militare italiano (n. 1906)
- 1938 - Roberto Boselli, militare italiano (n. 1911)
- 1939 - Mikołaj Bołtuć, generale polacco (n. 1893)
- 1939 - Alexandru Cantacuzino, avvocato e politico rumeno (n. 1901)
- 1939 - Giovanni Cartia, politico italiano (n. 1858)
- 1939 - Werner von Fritsch, generale tedesco (n. 1880)
- 1939 - Leszek Lubicz-Nycz, schermidore polacco (n. 1899)
- 1939 - Józef Olszyna-Wilczyński, generale polacco (n. 1890)
- 1942 - Giovanni Calabrò, militare italiano (n. 1906)
- 1942 - Dawid Rubinowicz, scrittore polacco (n. 1927)
- 1943 - Nikolaos Balànos, architetto greco (n. 1860)
- 1943 - Arturo Boniforti, calciatore italiano (n. 1912)
- 1943 - Antonio Cei, partigiano italiano (n. 1915)
- 1943 - Antonio Cianciullo, militare italiano (n. 1913)
- 1943 - Luigi Gherzi, generale italiano (n. 1889)
- 1943 - Benedetto Ippolito Maffeis, militare e partigiano italiano (n. 1920)
- 1943 - Giovanni Maltese, militare italiano (n. 1895)
- 1943 - Hans Pedersen, ginnasta danese (n. 1887)
- 1943 - Armando Pica, militare e partigiano italiano (n. 1904)
- 1943 - Antonio Valgoi, militare italiano (n. 1907)
- 1944 - Pietro Caruso, militare e funzionario italiano (n. 1899)
- 1944 - Ferruccio Valobra, partigiano e antifascista italiano (n. 1898)
- 1944 - Hugo Väli, calciatore estone (n. 1902)
- 1946 - Johannes Michael Buckx, vescovo cattolico olandese (n. 1881)
- 1946 - Donato Donati, giurista italiano (n. 1880)
- 1946 - Giuseppe Moccagatta, imprenditore, politico e dirigente sportivo italiano (n. 1900)
- 1946 - Ángel Zárraga, pittore messicano (n. 1886)
- 1947 - Chester Barnett, attore statunitense (n. 1884)
- 1947 - Pierre Lecomte du Noüy, fisico francese (n. 1883)
- 1948 - Adalberto di Prussia, nobile prussiano (n. 1884)
- 1948 - Luigi Montresor, politico e dirigente d'azienda italiano (n. 1862)
- 1949 - Kim Jong-suk, attivista e politica nordcoreana (n. 1917)
- 1949 - Sam Wood, regista statunitense (n. 1883)
- 1950 - Merritt Lyndon Fernald, botanico statunitense (n. 1873)
- 1951 - Émile Topsent, biologo francese (n. 1862)
- 1952 - Alfredo Cotani, politico, partigiano e sindacalista italiano (n. 1892)
- 1952 - George Passmore, giocatore di lacrosse statunitense (n. 1889)
- 1952 - Kaarlo Juho Ståhlberg, politico e giurista finlandese (n. 1865)
- 1955 - Alfred Hofstetter, politico e avvocato svizzero (n. 1869)
- 1955 - Samuel Henry Kress, imprenditore, collezionista d'arte e mecenate statunitense (n. 1863)
- 1956 - Jessie Boswell, pittrice britannica (n. 1881)
- 1956 - Frederick Soddy, chimico e fisico britannico (n. 1877)
- 1957 - Oliver St. John Gogarty, medico, poeta e scrittore irlandese (n. 1878)
- 1957 - Raffaele Lettieri, politico italiano (n. 1881)
- 1957 - Soemu Toyoda, ammiraglio giapponese (n. 1885)
- 1957 - Zhou Xuan, cantante e attrice cinese (n. 1920)
- 1958 - Heikki Lehmusto, ginnasta finlandese (n. 1884)
- 1958 - Mary Roberts Rinehart, romanziera, commediografa e giornalista statunitense (n. 1876)
- 1958 - Jack Tingle, cestista e allenatore di pallacanestro statunitense (n. 1924)
- 1959 - Josef Matthias Hauer, compositore e musicologo austriaco (n. 1883)
- 1959 - Edmund Ironside, ufficiale britannico (n. 1880)
- 1959 - Jane Winton, attrice, ballerina e cantante statunitense (n. 1905)
- 1960 - Melanie Klein, psicoanalista austriaca (n. 1882)
- 1960 - Max-Günther Schrank, militare tedesco (n. 1898)
- 1961 - Angelo Cameroni, allenatore di rugby a 15 e calciatore italiano (n. 1891)
- 1961 - Marion Davies, attrice statunitense (n. 1897)
- 1961 - Carlo Galeffi, baritono italiano (n. 1884)
- 1961 - Guy de Luget, schermidore francese (n. 1884)
- 1962 - Giovanni Porzio, politico e avvocato italiano (n. 1873)
- 1962 - Natal'ja Rozenel', attrice sovietica (n. 1900)
- 1963 - Georg Braun, allenatore di calcio e calciatore austriaco (n. 1907)
- 1963 - Jan Dembowski, biologo e politico polacco (n. 1889)
- 1964 - Victor Goglidze, scacchista georgiano (n. 1905)
- 1965 - Othmar Ammann, ingegnere svizzero (n. 1879)
- 1965 - Ethel Browning, attrice e sceneggiatrice statunitense (n. 1877)
- 1965 - Albano Corneli, politico italiano (n. 1890)
- 1965 - Biz Mackey, giocatore di baseball statunitense (n. 1897)
- 1966 - Valentin Bulgakov, scrittore e pacifista russo (n. 1886)
- 1966 - Jules Furthman, scrittore e sceneggiatore statunitense (n. 1888)
- 1966 - George Milburn, scrittore, giornalista e sceneggiatore statunitense (n. 1906)
- 1967 - Luigi Chatrian, generale e politico italiano (n. 1891)
- 1967 - Harald Quandt, imprenditore e aviatore tedesco (n. 1921)
- 1967 - Cesare Vittorelli, funzionario e prefetto italiano (n. 1886)
- 1968 - Giuseppe Andaloro, brigante italiano (n. 1904)
- 1968 - Lúcio Cardoso, scrittore, drammaturgo e poeta brasiliano (n. 1912)
- 1968 - Tommaso Leone Marchesano, politico e avvocato italiano (n. 1893)
- 1969 - Bob Kelly, calciatore e allenatore di calcio inglese (n. 1893)
- 1969 - Adolfo López Mateos, politico messicano (n. 1909)
- 1969 - Nikola Simić, allenatore di calcio e calciatore jugoslavo (n. 1897)
- 1969 - Aleksandras Stulginskis, politico lituano (n. 1885)
- 1970 - Janko Alexy, scrittore e pittore slovacco (n. 1894)
- 1970 - Pietro Chiodi, filosofo e partigiano italiano (n. 1915)
- 1970 - Erich Ebermayer, scrittore, sceneggiatore e avvocato tedesco (n. 1900)
- 1970 - Paul Fritsch, pugile francese (n. 1901)
- 1970 - Alice Hamilton, medico statunitense (n. 1869)
- 1970 - Vojtěch Jarník, matematico ceco (n. 1897)
- 1970 - Erich Waschneck, regista, direttore della fotografia e produttore cinematografico tedesco (n. 1887)
- 1971 - Raffaele Pelligra, generale italiano (n. 1888)
- 1971 - Carlo Piccardi, calciatore italiano (n. 1919)
- 1972 - Boris Livanov, attore sovietico (n. 1904)
- 1973 - Ruby Hoffman, attrice statunitense (n. 1886)
- 1973 - Jurij Jankelevič, violinista e docente sovietico (n. 1909)
- 1973 - Charles Previn, compositore statunitense (n. 1888)
- 1973 - Paul van Zeeland, politico belga (n. 1893)
- 1974 - Anselmo Ballester, pittore e illustratore italiano (n. 1897)
- 1974 - Paul Jaray, designer austriaco (n. 1889)
- 1974 - Kenneth Myers, canottiere statunitense (n. 1896)
- 1974 - Winfried Otto Schumann, fisico tedesco (n. 1888)
- 1974 - George Spahn, allevatore statunitense (n. 1889)
- 1975 - Enrico Bompiani, matematico italiano (n. 1889)
- 1975 - Yvonne Godard, nuotatrice francese (n. 1908)
- 1976 - Emmanuel Berl, giornalista, storico e saggista francese (n. 1892)
- 1976 - Manuel Prats, calciatore spagnolo (n. 1902)
- 1977 - Karl Freiberger, sollevatore austriaco (n. 1902)
- 1977 - José María Laca, calciatore spagnolo (n. 1898)
- 1978 - Lina Carstens, attrice e doppiatrice tedesca (n. 1892)
- 1978 - Richard Greenberg, pallanuotista statunitense (n. 1902)
- 1978 - Jean Guéhenno, letterato e critico letterario francese (n. 1890)
- 1978 - Jack Shaindlin, musicista, compositore e direttore d'orchestra russo (n. 1909)
- 1979 - Charles Ehresmann, matematico francese (n. 1905)
- 1979 - Otto Robert Frisch, fisico austriaco (n. 1904)
- 1979 - Abu l-A'la Maududi, teologo, politico e filosofo pakistano (n. 1903)
- 1979 - Robert du Parc, pittore e scultore italiano (n. 1889)
- 1980 - Milly, cantante e attrice italiana (n. 1905)
- 1981 - Knut Andersen, calciatore norvegese (n. 1908)
- 1981 - Néstor Carballo, calciatore uruguaiano (n. 1929)
- 1981 - Anita Loos, scrittrice e sceneggiatrice statunitense (n. 1889)
- 1981 - Harry Warren, compositore e paroliere statunitense (n. 1893)
- 1982 - Fernando Leoni, fantino italiano (n. 1908)
- 1982 - Shin Saburi, attore e regista giapponese (n. 1909)
- 1983 - Paul Chaleil, presbitero francese (n. 1913)
- 1984 - Pierre Emmanuel, poeta francese (n. 1916)
- 1985 - Philippe Pottier, calciatore svizzero (n. 1938)
- 1985 - Vincenzo Raucci, politico italiano (n. 1924)
- 1985 - Axel Springer, giornalista tedesco (n. 1912)
- 1986 - József Asbóth, tennista ungherese (n. 1917)
- 1986 - Eric Svensson, triplista e lunghista svedese (n. 1903)
- 1987 - Adolfo Alessandrini, diplomatico e giornalista italiano (n. 1902)
- 1987 - Fritz Eiberle, calciatore tedesco (n. 1904)
- 1987 - Henry Herbert, VI conte di Carnarvon, nobile inglese (n. 1898)
- 1987 - Carman Maxwell, animatore e doppiatore statunitense (n. 1902)
- 1988 - Maximilien de Fürstenberg, cardinale e arcivescovo cattolico belga (n. 1904)
- 1988 - Josif Kricheli, compositore di scacchi georgiano (n. 1931)
- 1989 - Irving Berlin, compositore statunitense (n. 1888)
- 1989 - Aldo Buzzelli, politico, partigiano e magistrato italiano (n. 1914)
- 1989 - Bob Calihan, cestista e allenatore di pallacanestro statunitense (n. 1918)
- 1989 - Giovanni Migliuolo, diplomatico italiano (n. 1927)
- 1989 - Enrique Pinilla, compositore, direttore d'orchestra e critico musicale peruviano (n. 1927)
- 1989 - Vera Vergani, attrice italiana (n. 1895)
- 1990 - Francesco Quaroni, dirigente d'azienda italiano (n. 1908)
- 1991 - Evgenij Filippovič Ivanovskij, generale sovietico (n. 1918)
- 1991 - Durga Khote, attrice indiana (n. 1905)
- 1992 - Candido Amantini, presbitero e teologo italiano (n. 1914)
- 1992 - Pasquale Farina, calciatore italiano (n. 1910)
- 1992 - Tony Hinkle, allenatore di pallacanestro, allenatore di football americano e allenatore di baseball statunitense (n. 1899)
- 1992 - Eileen O'Hearn, attrice statunitense (n. 1913)
- 1992 - Victoria Risk, attrice statunitense (n. 1915)
- 1993 - Maurice Abravanel, musicista, compositore e direttore d'orchestra statunitense (n. 1903)
- 1993 - Giovanni Cappelletti, presbitero e scrittore italiano (n. 1921)
- 1993 - Marcello Modiano, imprenditore e politico italiano (n. 1914)
- 1993 - Mihai Tänzer, calciatore rumeno (n. 1905)
- 1994 - Maria Carta, cantautrice, attrice e politica italiana (n. 1934)
- 1994 - Igor' Čislenko, calciatore sovietico (n. 1939)
- 1994 - Leonard Feather, giornalista e pianista britannico (n. 1914)
- 1994 - Edoardo Molinar, ciclista su strada italiano (n. 1907)
- 1994 - Hedwig Potthast, tedesca (n. 1912)
- 1994 - Gustavo Adolfo Rol, sensitivo italiano (n. 1903)
- 1994 - Bud Sagendorf, fumettista statunitense (n. 1915)
- 1995 - Raimondo Del Balzo, regista e sceneggiatore italiano (n. 1939)
- 1995 - Bruno Junk, marciatore sovietico (n. 1929)
- 1996 - Mohamed Ben Ahmed Abdelghani, militare e politico algerino (n. 1927)
- 1996 - Giuseppe Bartolucci, saggista e critico teatrale italiano (n. 1923)
- 1996 - Dorothy Lamour, attrice e cantante statunitense (n. 1914)
- 1996 - Ludmilla Chiriaeff, ballerina e coreografa russa (n. 1924)
- 1996 - Svetislav Valjarević, calciatore jugoslavo (n. 1911)
- 1996 - Joanne Winter, giocatrice di baseball statunitense (n. 1924)
- 1996 - Vladimir Georgievič Šamšurin, regista sovietico (n. 1940)
- 1997 - Chiang Wei-kuo, generale e politico cinese (n. 1916)
- 1997 - Manabu Mabe, pittore brasiliano (n. 1924)
- 1997 - Shōichi Yokoi, militare giapponese (n. 1915)
- 1998 - Alberto Berri, cantante italiano (n. 1923)
- 1999 - Tomoo Kudaka, calciatore giapponese (n. 1963)
- 1999 - Paul Magès, progettista francese (n. 1908)
- 1999 - Giancarlo Pallavicini, italiano (n. 1911)
- 1999 - George C. Scott, attore, regista e produttore cinematografico statunitense (n. 1927)
- 1999 - Vasilij Trofimov, calciatore sovietico (n. 1919)
- 2000 - Yehuda Amichai, poeta e scrittore israeliano (n. 1924)
- 2000 - Vincenzo Fagiolo, cardinale e arcivescovo cattolico italiano (n. 1918)
- 2000 - Saburō Sakai, aviatore giapponese (n. 1916)
- 2000 - Otto Walzhofer, calciatore e allenatore di calcio austriaco (n. 1926)

## XXI secolo(112)
- 2001 - Hilde Holger, ballerina e coreografa austriaca (n. 1905)
- 2001 - Isaac Stern, violinista statunitense (n. 1920)
- 2002 - Harry Glancy, nuotatore statunitense (n. 1904)
- 2002 - Antonio Haro, schermidore messicano (n. 1910)
- 2002 - Jan de Hartog, drammaturgo olandese (n. 1914)
- 2002 - Julio Pérez, calciatore uruguaiano (n. 1926)
- 2002 - Marga Petersen, velocista tedesca (n. 1919)
- 2002 - Aleksandr Nikitič Romanov, nobile russo (n. 1929)
- 2002 - Anna Alekseevna Sudakevič, attrice, scenografa e costumista sovietica (n. 1906)
- 2003 - Gordon Jump, attore statunitense (n. 1932)
- 2003 - Wolfgang Peters, calciatore tedesco (n. 1929)
- 2004 - Gustavo Montini, politico italiano (n. 1920)
- 2004 - Big Boss Man, wrestler statunitense (n. 1963)
- 2004 - Harry Zeller, cestista statunitense (n. 1919)
- 2005 - Ursula Cavalcanti, attrice pornografica italiana (n. 1965)
- 2005 - Lee Huber, cestista statunitense (n. 1919)
- 2005 - Silvano Meconi, pesista italiano (n. 1931)
- 2005 - Ted Powell, allenatore di calcio e calciatore inglese (n. 1940)
- 2006 - Edward Albert, attore statunitense (n. 1951)
- 2006 - George Avery, triplista australiano (n. 1925)
- 2006 - Bao Fang, attore e regista hongkonghese (n. 1922)
- 2006 - Carla de Liefde, cestista olandese (n. 1950)
- 2006 - Federica Paccosi, attrice, modella e showgirl italiana (n. 1961)
- 2006 - Tetsurō Tamba, attore giapponese (n. 1922)
- 2007 - Bodinho, calciatore brasiliano (n. 1928)
- 2007 - Giorgio Fattori, giornalista e scrittore italiano (n. 1924)
- 2007 - André Gorz, filosofo e giornalista francese (n. 1923)
- 2007 - Nicholas Halsted, schermidore britannico (n. 1942)
- 2007 - Marcel Marceau, attore teatrale e mimo francese (n. 1923)
- 2007 - `Alí-Muhammad Varqá, iraniano (n. 1911)
- 2008 - Luigi Schenoni, traduttore italiano (n. 1935)
- 2009 - Marco Achilli, calciatore italiano (n. 1948)
- 2009 - Willy Allemann, calciatore svizzero (n. 1942)
- 2009 - Baldassare Armato, sindacalista e politico italiano (n. 1924)
- 2009 - Alfonso Scirocco, storico italiano (n. 1924)
- 2010 - Jackie Burroughs, attrice, doppiatrice e regista britannica (n. 1939)
- 2010 - Eddie Fisher, cantante e attore statunitense (n. 1928)
- 2010 - Eleuterio Francesco Fortino, presbitero italiano (n. 1938)
- 2010 - Bruno Giorgi, allenatore di calcio e calciatore italiano (n. 1940)
- 2010 - Giant González, wrestler e cestista argentino (n. 1966)
- 2010 - Bridget O'Connor, sceneggiatrice e drammaturga britannica (n. 1961)
- 2010 - Alan Rudkin, pugile britannico (n. 1941)
- 2010 - Tito Terzi, fotografo italiano (n. 1936)
- 2011 - Jonathan Cecil, attore, doppiatore e giornalista britannico (n. 1939)
- 2011 - John Du Cann, chitarrista e cantante britannico (n. 1946)
- 2011 - Mansoor Ali Khan Pataudi, crickettista indiano (n. 1941)
- 2011 - Aristides Pereira, politico capoverdiano (n. 1923)
- 2011 - Knut Steen, scultore norvegese (n. 1924)
- 2012 - Trevor Davies, cestista britannico (n. 1928)
- 2013 - Maria Blagojevic, calciatrice scozzese (n. 1957)
- 2013 - Gary Brandner, scrittore statunitense (n. 1930)
- 2013 - David Hubel, medico e neuroscienziato canadese (n. 1926)
- 2013 - Álvaro Mutis, scrittore e poeta colombiano (n. 1923)
- 2013 - Luciano Vincenzoni, sceneggiatore italiano (n. 1926)
- 2014 - Fernando Cabrita, calciatore e allenatore di calcio portoghese (n. 1923)
- 2014 - Ibrahima Diagne, allenatore di pallacanestro senegalese
- 2014 - Adelaida García Morales, scrittrice spagnola (n. 1945)
- 2014 - Nikita Larionovič Larionov, poeta, scrittore e insegnante russo (n. 1932)
- 2014 - Sahana Pradhan, politica e diplomatica nepalese (n. 1927)
- 2014 - Samira Saleh al-Naimi, avvocata e attivista irachena (n. 1963)
- 2015 - Yogi Berra, giocatore di baseball, allenatore di baseball e aforista statunitense (n. 1925)
- 2015 - Edwin C. Brock, egittologo statunitense (n. 1946)
- 2015 - Vera Isler-Leiner, fotografa svizzera (n. 1931)
- 2015 - Remo Musumeci, giornalista e scrittore italiano (n. 1937)
- 2015 - Ali Salem, drammaturgo e scrittore egiziano (n. 1936)
- 2015 - James David Santini, politico e avvocato statunitense (n. 1937)
- 2016 - Onofrio Carruba, linguista e orientalista italiano (n. 1930)
- 2016 - Edgar Mrugalla, pittore tedesco (n. 1938)
- 2016 - Irina Rakobol'skaja, fisico sovietica (n. 1919)
- 2016 - Gian Luigi Rondi, critico cinematografico italiano (n. 1921)
- 2017 - Brunero Gherardini, presbitero e teologo italiano (n. 1925)
- 2017 - Vagn Hedeager, calciatore danese (n. 1939)
- 2017 - Paavo Lonkila, fondista finlandese (n. 1923)
- 2017 - Giorgio Vignando, calciatore e allenatore di calcio italiano (n. 1947)
- 2017 - Sima Wali, attivista afghana (n. 1951)
- 2018 - Bob Lienhard, cestista statunitense (n. 1948)
- 2018 - Werner Schraut, sollevatore tedesco occidentale (n. 1951)
- 2018 - Mario Valiante, politico italiano (n. 1925)
- 2019 - Wally Chambers, giocatore di football americano statunitense (n. 1951)
- 2019 - Andre Emmett, cestista statunitense (n. 1982)
- 2019 - Horst Freitag, calciatore tedesco orientale (n. 1930)
- 2019 - Ivan Kizimov, cavaliere sovietico (n. 1928)
- 2019 - J. Michael Mendel, produttore televisivo statunitense (n. 1964)
- 2019 - Sándor Sára, direttore della fotografia, regista e sceneggiatore ungherese (n. 1933)
- 2020 - Road Warrior Animal, wrestler statunitense (n. 1960)
- 2020 - Margo Graham, cestista statunitense (n. 1970)
- 2020 - Michael Gwisdek, attore e regista tedesco (n. 1942)
- 2020 - Frie Leysen, direttrice teatrale e direttrice artistica belga (n. 1950)
- 2020 - Agne Simonsson, calciatore e allenatore di calcio svedese (n. 1935)
- 2021 - Eric Alfasi, allenatore di pallacanestro israeliano (n. 1972)
- 2021 - Abdelkader Bensalah, politico algerino (n. 1941)
- 2021 - Jean-Patrice Brosse, clavicembalista e organista francese (n. 1950)
- 2021 - Doğan Kuban, storico dell'architettura e restauratore turco (n. 1926)
- 2021 - Orlando Martínez, pugile cubano (n. 1944)
- 2021 - Roger Michell, regista britannico (n. 1956)
- 2021 - Jüri Tamm, martellista, politico e dirigente sportivo estone (n. 1957)
- 2022 - Gianni Goldoni, calciatore italiano (n. 1936)
- 2022 - Hilary Mantel, scrittrice e critica letteraria britannica (n. 1952)
- 2022 - Marc Danval, giornalista, scrittore e critico musicale belga (n. 1937)
- 2023 - Bernardino Fabbian, calciatore italiano (n. 1950)
- 2023 - Evelyn Fox Keller, fisica statunitense (n. 1936)
- 2023 - Mike Henderson, cantautore e polistrumentista statunitense (n. 1953)
- 2023 - Giovanni Lodetti, calciatore italiano (n. 1942)
- 2023 - Américo Lopes, calciatore portoghese (n. 1933)
- 2023 - Giorgio Napolitano, politico italiano (n. 1925)
- 2023 - Joseph Novak, pedagogista statunitense (n. 1930)
- 2023 - Wallace B. Smith, predicatore e religioso statunitense (n. 1929)
- 2023 - Roberto Sturno, attore teatrale italiano (n. 1946)
- 2024 - Alessandro Fummi, giocatore di curling italiano (n. 1949)
- 2024 - Fredric Jameson, critico letterario statunitense (n. 1934)
- 2024 - Carmelo Mendoza, cestista argentino
- 2024 - Roberto Zanetti, critico musicale, musicologo e docente italiano (n. 1938)

## Senza anno specificato(2)
- Domenico Colombo, artigiano e mercante italiano (n. 1418)
- Tommaso Laureti, pittore e architetto italiano